# Robin van Riel
Robin van Riel (30 de abril de 2000) es un deportista de los Países Bajos que compite en atletismo. Ganó una medalla de plata en el Campeonato Europeo de Atletismo Sub-20 de 2019, en la prueba de 1500 m.